# Haarbach
Haarbach est une commune de Bavière (Allemagne), située dans l'arrondissement de Passau, dans le district de Basse-Bavière.

## Personnalités
- Eduard Schleich (1812-1874), peintre paysagiste